# Cầu Đơ
Cầu Đơ là một địa danh cũ thuộc địa bàn quận Hà Đông, thành phố Hà Nội ngày nay.

## Lịch sử
Cầu Đơ xưa là tên một làng (còn được gọi là làng Đơ) thuộc tổng Thượng Thanh Oai, huyện Thanh Oai, phủ Ứng Hòa, tỉnh Hà Nội. Làng nằm ở hữu ngạn sông Nhuệ, nơi có cây cầu Đơ lợp ngói bắc qua sông. Tên cầu từ đó trở thành tên đất, tên làng.
Ngày 26 tháng 12 năm 1896, chính quyền thực dân Pháp ra Nghị định chuyển lỵ sở tỉnh Hà Nội về đặt tại làng Cầu Đơ. Vào tháng 5 năm 1902, tên làng cũng được đặt làm tên tỉnh. Tuy nhiên, đến tháng 12 năm 1904, tỉnh Cầu Đơ lại được đổi tên thành tỉnh Hà Đông.
Sau năm 1945, làng Cầu Đơ được sáp nhập vào thị xã Hà Đông và trở thành một thôn ngoại thị của thị xã.
Tháng 7 năm 1949, thôn Cầu Đơ hợp nhất với các thôn La Khê, Văn Phú và Văn La thành xã Văn Khê. Đến tháng 4 năm 1955, thôn Cầu Đơ lại được tách ra khỏi xã Văn Khê để hợp với thôn Hà Trì thuộc xã Kiến Hưng thành xã Hà Cầu thuộc thị xã Hà Đông.
Từ ngày 23 tháng 9 năm 2003, Hà Cầu trở thành một phường thuộc thị xã Hà Đông, địa danh Cầu Đơ thuộc phường Hà Cầu như hiện nay.

## Văn hóa
Đình làng Đơ thờ tướng Đỗ Bí (thời vua Lê Thái Tổ). Ngài là người gốc ở Nông Cống (Thanh Hóa) đã phò 3 đời vua Lê: Lê Thái Tổ, Lê Thái Tông, Lê Nhân Tông và có nhiều công lao trong dẹp giặc xâm lược, phò vua giúp nước, được vua Lê ban thưởng nhiều lần. Ngài đã được nhân dân nhiều địa phương tôn Đức Thánh và lập đền thờ. Để tỏ lòng tôn kính, hàng năm cứ đến ngày 14 và rằm tháng Giêng, nhân dân làng Đơ lại tổ chức mở cửa đình để cúng tế Đức Thánh. Ngoài ra, cứ 5 năm một lần, làng còn tổ chức lễ hội rước Đức Thánh từ đình ra miếu và từ miếu về đình.